# Pseudodorysthetus calcaratus
Pseudodorysthetus calcaratus är en skalbaggsart som beskrevs av Maximilian Spinola 1835. Pseudodorysthetus calcaratus ingår i släktet Pseudodorysthetus och familjen Rutelidae. Inga underarter finns listade i Catalogue of Life.